# Shenzhen Longhua Open
Lo Shenzhen Longhua Open è un torneo professionistico di tennis che si gioca su campi in cemento. Fa parte dell'ITF World Tennis Tour femminile e dell'ATP Challenger Tour maschile. Si gioca annualmente al Mission Hills International Professional Tennis Institute di Shenzhen in Cina.
Inaugurato nel 2016 con i tornei femminili dell'ITF Women's Circuit (che dal 2019 avrebbe preso il nome ITF World Tennis Tour), dal 2017 si disputano anche i tornei maschili. Le edizioni del 2020 e del 2021 sono state cancellate per la pandemia di COVID-19.

## Albo d'oro

### Singolare femminile
| Anno       | Campionessa                               | Finalista                                 | Punteggio                                 |
| ---------- | ----------------------------------------- | ----------------------------------------- | ----------------------------------------- |
| 2023       | Bai Zhuoxuan                              | Yuan Yue                                  | 7–6(5), 6–2                               |
| 2022- 2020 | Non disputato per la pandemia di COVID-19 | Non disputato per la pandemia di COVID-19 | Non disputato per la pandemia di COVID-19 |
| 2019       | Zhu Lin                                   | Peng Shuai                                | 6–3, 1–3 rit.                             |
| 2018       | Ivana Jorović                             | Zheng Saisai                              | 6–3, 2–6, 6–4                             |
| 2017       | Carol Zhao                                | Liu Fangzhou                              | 7–5, 6–2                                  |
| 2016       | Peng Shuai                                | Patricia Maria Țig                        | 3–6, 7–5, 6–4                             |

### Singolare maschile
| Anno       | Campione                                  | Finalista                                 | Punteggio                                 |
| ---------- | ----------------------------------------- | ----------------------------------------- | ----------------------------------------- |
| 2024       | Mackenzie McDonald                        | Arthur Cazaux                             | 6–4, 7–6(4)                               |
| 2023       | Aleksandar Kovacevic                      | Nuno Borges                               | 7–6(4), 7–6(5)                            |
| 2022- 2020 | Non disputato per la pandemia di COVID-19 | Non disputato per la pandemia di COVID-19 | Non disputato per la pandemia di COVID-19 |
| 2019       | Zhang Zhizhen                             | Li Zhe                                    | 6–3, 4–6, 6–1                             |
| 2018       | Miomir Kecmanović                         | Blaž Kavčič                               | 6–2, 2–6, 6–3                             |
| 2017       | Radu Albot                                | Hubert Hurkacz                            | 7–6(6), 6(3)–7, 6–4                       |

### Doppio femminile
| Anno       | Campionesse                               | Finaliste                                 | Punteggio                                 |
| ---------- | ----------------------------------------- | ----------------------------------------- | ----------------------------------------- |
| 2023       | Kristina Mladenovic Moyuka Uchijima       | Tímea Babos Kateryna Volodko              | 6–2, 7–5                                  |
| 2022- 2020 | Non disputato per la pandemia di COVID-19 | Non disputato per la pandemia di COVID-19 | Non disputato per la pandemia di COVID-19 |
| 2019       | Nao Hibino Makoto Ninomiya                | Sofia Shapatava Emily Webley-Smith        | 6–4, 6–0                                  |
| 2018       | Shuko Aoyama Yang Zhaoxuan                | Choi Ji-hee Luksika Kumkhum               | 6–2, 6–3                                  |
| 2017       | Jacqueline Cako Nina Stojanović           | Shuko Aoyama Yang Zhaoxuan                | 6–4, 6–2                                  |
| 2016       | Nina Stojanović You Xiaodi                | Han Xinyun Zhu Lin                        | 6–4, 7–6(6)                               |

### Doppio maschile
| Anno       | Campioni                                  | Finalisti                                 | Punteggio                                 |
| ---------- | ----------------------------------------- | ----------------------------------------- | ----------------------------------------- |
| 2024       | Pruchya Isaro Wang Aoran                  | Ray Ho Joshua Paris                       | 7–6(4), 6–3                               |
| 2023       | Alexander Erler Lucas Miedler             | Piotr Matuszewski Matthew Romios          | 6–3, 6–4                                  |
| 2022- 2020 | Non disputato per la pandemia di COVID-19 | Non disputato per la pandemia di COVID-19 | Non disputato per la pandemia di COVID-19 |
| 2019       | Hsieh Cheng-peng (1) Yang Tsung-hua       | Michail Elgin Ramkumar Ramanathan         | 6–2, 7–5                                  |
| 2018       | Hsieh Cheng-peng (2) Christopher Rungkat  | Sriram Balaji Jeevan Nedunchezhiyan       | 6–4, 6–2                                  |
| 2017       | Sriram Balaji Vishnu Vardhan              | Austin Krajicek Jackson Withrow           | 7–6(3), 7–6(3)                            |